# Dawit Saradschischwili

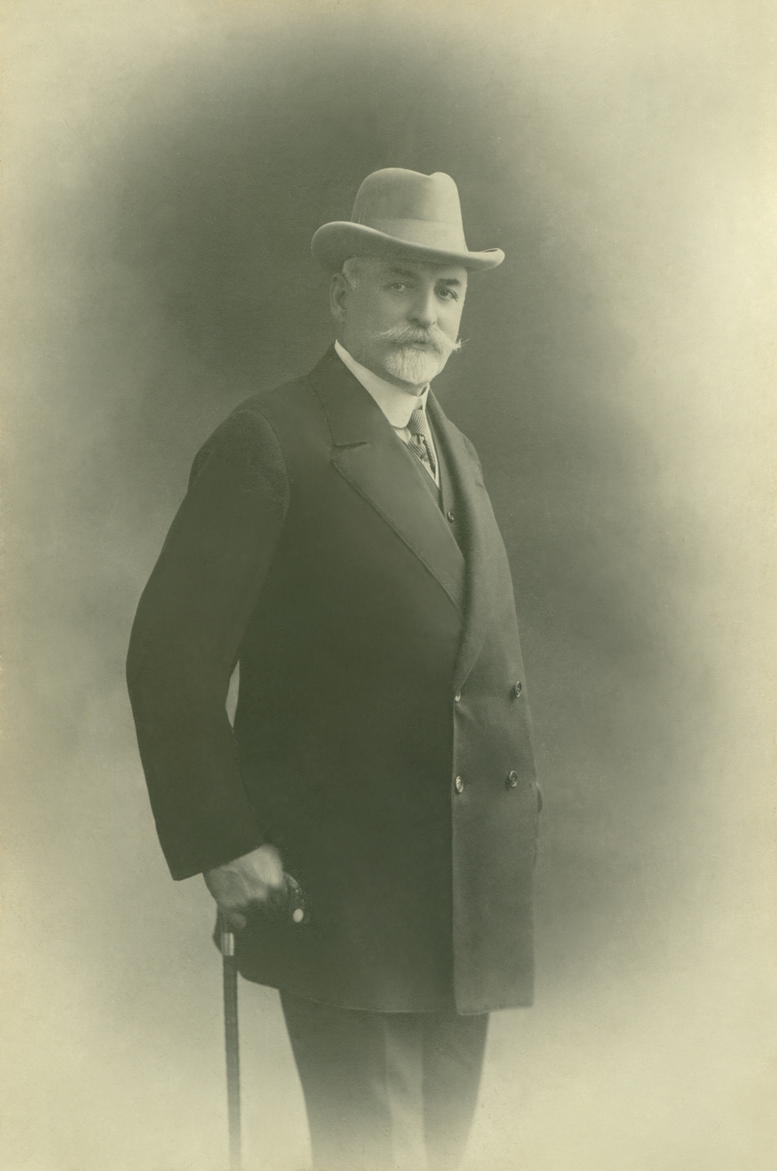
Dawit Saradschischwili

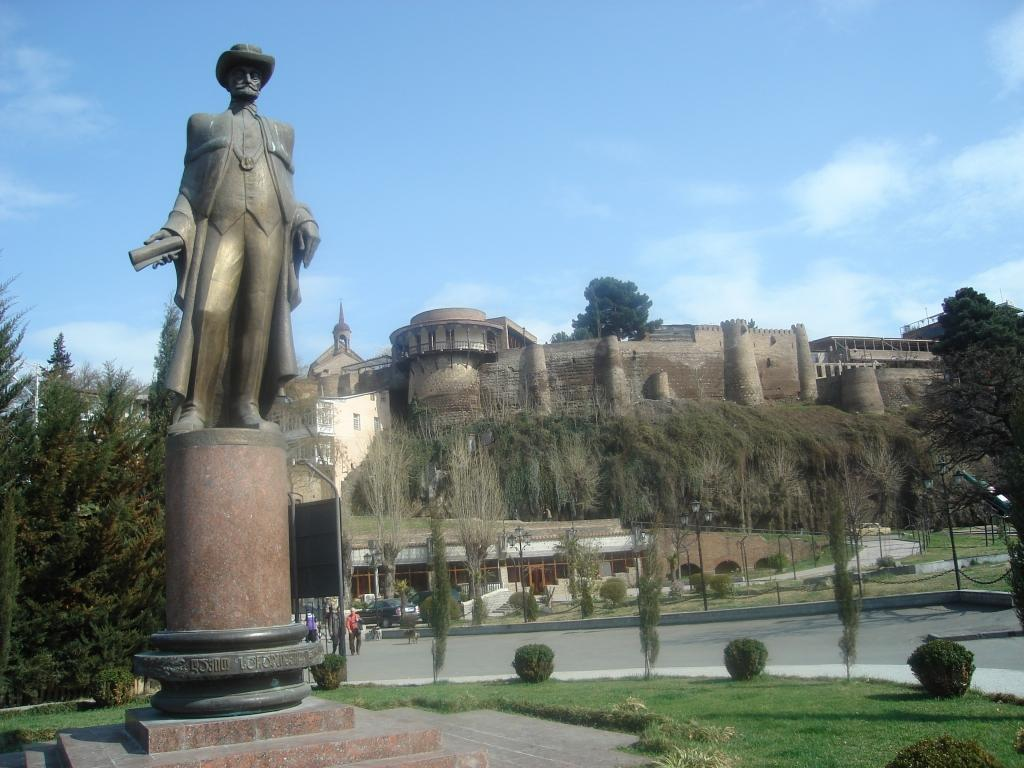
Das Saradschischwili-Denkmal am Rike-Park in Tiflis (2006)

Dawit Sakarias dse Saradschischwili (georgisch დავით ზაქარიას ძე სარაჯიშვილი, wiss. Transliteration: Davit̕ Zak̕arias je Saraǰišvili; * 28. Oktober 1848 in Tiflis, Russisches Kaiserreich; † 20. Juni 1911 ebenda) war ein georgischer  Unternehmer und Philanthrop.

## Leben
Saradschischwili absolvierte nach dem Gymnasium ab 1866 ein Studium der Chemie in St. Petersburg. Später setzte er das Studium in Deutschland fort, zunächst an der Universität München, dann an der Ruprecht-Karls-Universität in Heidelberg, wo er 1871 promovierte. In den nächsten drei Jahren studierte er Landwirtschaft. In Frankreich erlernte er in den Jahren 1878 und 1879 die Herstellung und die Veredelung von Weinen. Im Jahr 1887 eröffnete er in seiner Heimat Georgien eine Fabrik für die Produktion von hochwertigem Weinbrand auf der Basis einheimischer Trauben. In seinem Unternehmen führte er eine Reihe von sozialen Neuerungen ein, so führte er den Achtstundentag und die Versicherung der Arbeiter ein und errichtete eine Sonntagsschule und eine Bibliothek. 

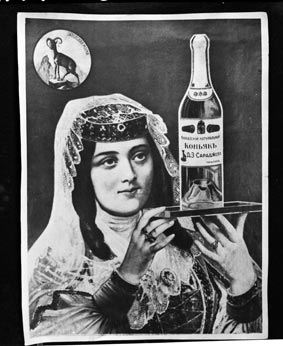
Werbung für Cognac der Firma Sarajishvili (1890er Jahre)

Mit seinem Weinbrand gewann Saradschischwili Goldmedaillen auf Ausstellungen in Paris, Brüssel und Chicago. Der finanzielle Erfolg seiner Firma ermöglichte es ihm, als Sponsor für kulturelle und soziale Projekte aufzutreten. Theater, Museen, Krankenhäuser und das Universitätsgebäude wurden von ihm finanziell gefördert, und er vergab Stipendien an Studenten. Mit seiner Unterstützung konnten zahlreiche georgische Künstler in Russland und im sonstigen Ausland studieren, darunter waren die Komponisten Dimitri Araqischwili und Meliton Balantschiwadse, die Maler Gigo Gabaschwili und Mose Toidse, der Bildhauer Iakob Nikoladse und der Sänger Wano Saradschischwili.
Die von Saradschischwili gegründete Firma wurde in der Sowjetunion verstaatlicht und produzierte weiterhin Weinbrand, der allerdings nicht in den Export gelangte. 1994 wurde die Firma wieder privatisiert, und der dort produzierte Brandy wird seitdem unter der englischen Transkription des Namens Sarajishvili auch wieder international vermarktet. Hauptexportmarkt ist Russland, wo sich der Weinbrand auch Cognac nennen darf, wenn der Aufdruck auf dem Etikett in kyrillischer Schrift erfolgt.
Dawit Saradschischwili starb im Juni 1911 nach einer schweren Erkrankung im Alter von 62 Jahren in Tiflis. In der Folgezeit führte seine Ehefrau Ekaterine Porakischwili die Firma erfolgreich weiter.

## Ehrungen
Nach seinem Tod wurde in seiner Heimatstadt Tiflis ein lebensgroßes Denkmal für ihn errichtet. Es befindet sich am Rande des Rike-Parks, etwa 150 Meter nördlich der Metechi-Kirche.